# Ferrari 250 LM

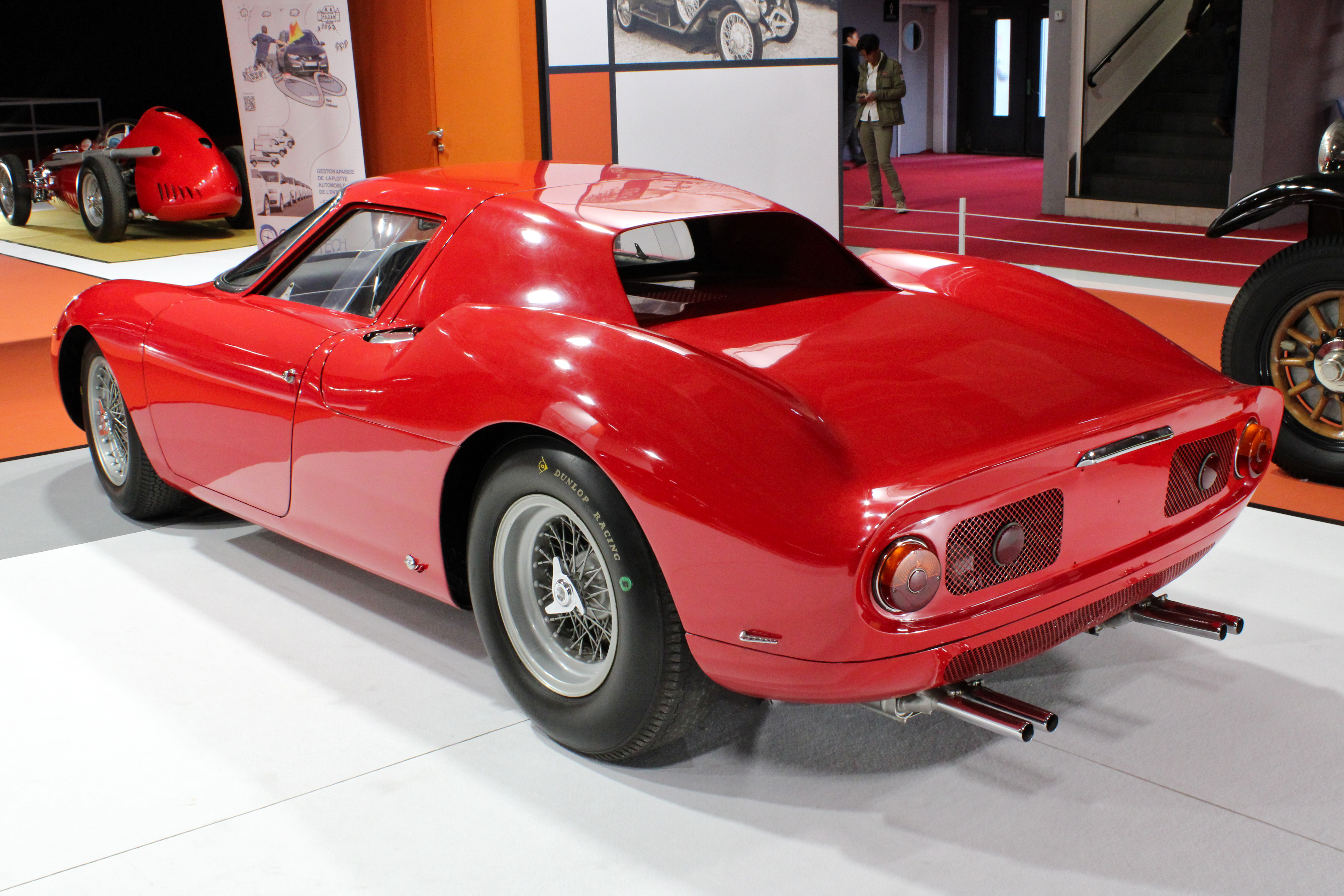
Ferrari 250 LM de 1965.

El Ferrari 250 LM es un automóvil de carreras fabricado por la marca Ferrari en los años de 1964 y 1965 para competir en los campeonatos de resistencia. Fue presentado en el Salón del Automóvil de París de 1963 y en total se construyeron 32 unidades. Fue un éxito deportivo para la marca y sobre todo para las escuderías y equipos privados.

## Historia
Para 1964, Ferrari quería lanzar al mercado un automóvil deportivo que substituyera al 250 GTO y que pudiera ser usado tanto en competiciones como en la calle, pretendiendo homologarlo dentro de la categoría destinada a los Gran Turismo del Campeonato Mundial de Resistencia: diseñó entonces el Ferrari 250 LM, que no era otro que el 250 P con techo, solicitando a la Comisión Deportiva Internacional de la Federación Internacional del Automóvil, su inclusión en el Grupo 3 tal y como había hecho años antes con el 250 GTO.
Para lograr sus pretensiones de que el 250 LM fuera un automóvil deportivo de calle, las 32 unidades construidas estuvieron a disposición de cualquier comprador que lo pudiera pagar y existían catálogos comerciales del coche en los distribuidores de Ferrari. Pero por las pocas unidades producidas y el costo de ellas, la totalidad fue adquirida por equipos privados y escuderías, como el North American Racing Team de Estados Unidos, el Equipo Nacional Belga y el de concesionarios Maranello.
Pero al no contar con la cuota de producción de 100 autos que establecían los reglamentos para esa categoría, el 250 LM fue incluido en la categoría sport-prototipo, por lo cual la Scuderia Ferrari en represalia no inscribió sus autos en el Campeonato Mundial de Marcas, siendo las escuderías y equipos privados quienes se encargaran de hacerlo correr en todo el mundo, logrando entre todos ellos un total de 10 triunfos en tres años de carreras, dentro de los cuales se compite y gana entre otras carreras, las 24 Horas de Le Mans de 1965, con un coche inscrito por el NART de Luig Chinetti, conducido por Masten Gregory, Jochen Rindt y Ed Hugus. 
El 250 LM no pudo ser exactamente el automóvil de calle triunfador en gran turismo que Enzo Ferrari pretendía, pero sin lugar a dudas tiene un importante lugar en la historia de la marca ya que fue y es uno de los autos más triunfadores y representativos de la fábrica de Maranello. Su presentación no fue la presentación de un modelo más de la marca Ferrari, fue la presentación de una nueva generación de gran turismos, la primera de las berlinettas con motor trasero destinados al público en general y la presentación del inicio de lo que hoy son los Ferrari 360 Modena y Ferrari F430.

## Desarrollo
Después de que en 1961 la marca Ferrari estableciera una línea divisoria en la fabricación de sus coches sport prototipos con la creación del Dino 246 P y el Ferrari 248 SP, que montaban mecánicas de 6 y 8 cilindros en V colocados en forma longitudinal central por detrás de la cabina y evoluciona el motor de 12 cilindros en V hasta los 3 litros con 300 caballos de fuerza, los ingenieros de Ferrari diseñan el 250 P para competir y ganar el Campeonato Mundial de Marcas de 1963.
Para 1964, Ferrari diseña el 250 LM, basándolo en el prototipo 250 P y poniéndole techo para configurarlo como una berlinetta de dos asientos, por tanto al igual que éste, el 250 ML tiene un chasis tubular, en el que se montó a partir del segundo vehículo construido, un motor de 3,285.72 centímetros cúbicos V12 a 60 grados, aunque la denominación de 250, siempre se conservó, ya que aunque su denominación de 250 infiere que monta un motor de 3 litros de cilindrada, el primero de los autos construidos en el único que lleva un motor con esa capacidad.
Era atmosférico, desarrollaba 320 hp y poseía seis carburadores Weber 38 DCN o 40 DCN de doble cuerpo y montaba una caja de velocidades con 4 o 5 cambios más reversa colocada por detrás del eje trasero.
Las suspensiones en ambos ejes son independientes, con doble triángulo “wishbone”, muelles helicoidales y amortiguadores hidráulicos, con dirección de cremallera y frenos de disco en las cuatro ruedas, los posteriores ubicados en la salida de los brazos de trasmisión.
La carrocería, diseñada por Pininfarina, fue construida en los talleres de Scaglietti y consistía en una berlinetta biplaza con batalla de 2.40 metros, como la mayoría de sus autos deportivos de esos tiempos, volante al lado derecho o al lado izquierdo, dos tanques de combustible montados en los costados del motor entre el habitáculo y el paso de las ruedas, rueda de recambio en la parte posterior, capo trasero que se desmontaba totalmente girando hacia arriba desde el borde superior del habitáculo y cajuela en donde pudiera guardarse una pequeña maleta de viaje, para cumplir con los requerimientos de la FIA..

## Palmarés más importantes de los 250 LM
| Fecha         | Carrera                    | Equipo                   | Num | Chasis | Pos. | Pilotos             |
| ------------- | -------------------------- | ------------------------ | --- | ------ | ---- | ------------------- |
| Junio de 1964 | 24 Horas de Le Mans        | Equipe Nationale Belge   | 16  |        | 23   | Dumay/L van Ophem   |
| Junio de 1964 | 24 Horas de Le Mans        | N.A.R.T.                 | 58  | 5897   | Ab   | Piper/Rindt         |
| Julio de 1964 | 12 Horas de Reims          | Concesionarios Maranello | 7   | 5907   | 1    | Hill/Bonnier        |
| Julio de 1964 | 12 Horas de Reims          | N.A.R.T.                 | 8   | 5909   | 2    | Surtees/Bandini     |
| Marzo de 1965 | 12 Horas de Sebring        | David Piper Autoracing   | 31  | 5897   | 3    | Piper/Maags         |
| Abril de 1965 | 1000 Kilómetros de Monza   | Concesionarios Maranello | 41  |        | 6    | Ireland/Salmon      |
| Mayo de 1965  | 500 K de Spa Francorchamps | Ecurie Francorchamps     | 2   | 5843   | 1    | Mairesse            |
| Junio de 1965 | 24 Horas de Le Mans        | N.A.R.T.                 | 21  | 5893   | 1    | Rindt/Gregory       |
| Junio de 1965 | 24 Horas de Le Mans        | Equipe Pierre Dumay      | 26  | 6313   | 2    | Dumai/Grosselin     |
| Junio de 1965 | 24 Horas de Le Mans        | Scuderia Filipinetti     | 27  |        | 6    | Spoerry/Boller      |
| Julio de 1965 | 12 Horas de Reims          | David Piper Autoracing   | 8   | 5897   | 4    | Piper/Sears         |
| Julio de 1965 | 12 Horas de Reims          | Ecurie Francorchamps     | 9   | 6023   | 3    | Mairesse/Beurlys    |
| Julio de 1966 | 1000 Kilómetros de París   | David Piper Autoracing   | 26  | 8165   | 1    | Piper/Parkes        |
| Julio de 1967 | Silverstone GP             | Concesionarios Maranello | 30  | 6167   | 1    | Atwood              |
| Abril de 1968 | 500 M Brands Hatch         | David Piper Autoracing   | 55  | 8165   | 5    | Rodríguez/Pierpoint |